# Paris-Roubaix de 2000
A 98.ª Paris-Roubaix teve lugar a 11 de abril do 2000 e foi vencida por segunda vez pelo belga Johan Museeuw.

## Classificação final
| Posição | Ciclista          | Equipa        | Tempo    |
| ------- | ----------------- | ------------- | -------- |
| 1       | Johan Museeuw     | Mapei         | 6h47'00" |
| 2       | Peter Van Petegem | Farm Frites   | a 15"    |
| 3       | Erik Zabel        | Deutsche Tel. | s.t.     |
| 4       | Tristan Hoffman   | Memory Card   | s.t.     |
| 5       | Stefano Zanini    | Mapei         | s.t.     |
| 6       | George Hincapie   | US Postal     | s.t.     |
| 7       | Marc Wauters      | Rabobank      | s.t.     |
| 8       | Franco Ballerini  | Lampre-Daikin | s.t.     |
| 9       | Steffen Wesemann  | Deutsche Tel  | a 21"    |
| 10      | Andrea Tafi       | Mapei         | a 1'18"  |